# Табу
Табу́ — строгий запрет на совершение какого-либо действия, основанный на вере в то, что подобное действие является либо священным, либо несущим проклятие для обывателей, под угрозой сверхъестественного наказания.
Табу́ — термин, заимствованный из религиозно-обрядовых установлений Полинезии и ныне принятый в этнографии и социологии для обозначения системы специфических запретов — системы, черты которой под различными названиями найдены у всех народов, стоящих на определённой ступени развития. В переносном смысле табу может означать вообще всякий запрет, нарушение которого обычно рассматривается как угроза обществу, без четкого осознания какая именно это угроза.

## Этимология
По мнению Фрэзера, слово табу образовалось из тонганского глагола «ta» (отмечать) и наречия усиления «pu», что вместе буквально должно означать: «всецело выделенный, отмеченный». Обычное значение этого слова — «священный». Оно указывает на связь предмета с богами, отдаление от обычных занятий, исключительную принадлежность чего-нибудь лицам или предметам, почитаемым священными, иногда — «объект обета». В то же время табу не заключает в себе обязательного морального элемента. Термин этот ввёл капитан Джеймс Кук из наблюдений над жизнью родовых общин в Полинезии.

## Табу в Полинезии
В древней Полинезии, от Гавайских островов (гав. kapu — звучит «капу») до Новой Зеландии, система запретов (табу, капу) охватывала все сферы жизни и являлась единственной формой регламентации, заменявшей всё то, что в других странах называется официальной религией, законом, юридической моралью и правом.
Огромное количество запрещений и обрядов, созданных этой системой, являeтся иррациональными даже с точки зрения её последователей, находя своё оправдание исключительно в категорическом императиве религиозного требования. Генезис этих запрещений кроется в суеверном стремлении первобытного человека оградить всякое разумное, с его точки зрения, религиозное правило или запрет целым рядом параллельных запретов в совершенно посторонних областях, руководствуясь либо простой аналогией с основным запретом, либо желанием оградить основной запрет от даже самой отдалённой возможности нарушения. В свою очередь каждое новое — созданное по аналогии или для ограждения старого — запрещение становилось предметом дальнейших расширительных запрещений. Санкцией и охраной подобных запрещений служило фетишистское преклонение первобытного человека перед всем, что старо, традиционно, завещано отошедшими поколениями, и в особенности перед тем, что закреплено традиционным атрибутом табу — священностью.
Табу может использоваться и в корыстных целях: русский мореплаватель XIX века Отто Коцебу сообщал о том, что король Гавайев Камеамеа I накладывал табу на Алмазную гору, решив, что она таит в себе несметные сокровища, однако это оказалось ошибкой, и табу было отменено.

### Табу — священный
Прежде всего, табу применялось ко всему тому, что имело непосредственное отношение к божеству. Личность жрецов, храмы и их имущество были строжайшими табу, то есть считались не только священными, но строжайше неприкосновенными. Далее, короли и вожди, ведшие своё происхождение от богов, были вечными табу. Всё, что имело хотя бы малейшее отношение к их личности и имуществу, было священно и неприкосновенно. Даже имена их были табу: подчинённым запрещалось их произносить. Если имя короля случайно звучало наподобие какого-нибудь общеупотребительного слова, то это последнее становилось запретным и заменялось новоизобретённым термином. Всё, к чему прикасались короли или вожди, тоже становилось табу и отчуждалось в пользу прикоснувшихся. То же действие имела капля крови вождя, упавшая на землю или вещь (Новая Зеландия). Тропа, по которой шёл вождь, дом, в который он входил, превращались в табу. По тропе запрещалось ходить, из дома необходимо было выбраться. Точно так же становилась табу всякая вещь, которую король или вождь называл частью своего тела, — например, сказав, что такой-то дом его спина или голова. Пища таких избранников была строжайшим табу. Отведавший её, по убеждению полинезийцев, навлекал на себя неизбежную смерть.

Именно табу — распространявшимся на алии, на части их тела, одежду, жилища и предметы, которыми они пользовались, представители высшей касты отличались от двух других классов гавайского общества… Чем выше степень их знатности, тем большим было табу, святость. Капу правителей и верховных вождей были очень велики. Они, например, предписывали простым людям при встрече с алии падать перед ним ниц. На носителя подобного табу простые люди не имели даже права смотреть. Они должны были падать на землю даже перед вещами, принадлежавшими знатному алии. Кто этого не делал, того тут же убивали. Подобное наказание ждало каждого, кто касался самого алии, его вещей и одежды или оказывался на участке, где стояла хижина знатного гавайца. Многие капу касались жён алии. Им, например, строго запрещалось есть в обществе своих мужей, накладывалось табу и на многие продукты — мясо акул, черепах, свинину. Эти женщины не имели права прикасаться к бананам и очень распространенным на островах кокосовым орехам. Знатные мужчины обязаны были соблюдать одно-единственное табу — во время каждого новолуния две ночи проводить в особой хижине, стоявшей на территории их святилища. В это время алии не смели трогать руками пищи, поэтому их кормили слуги.
Предметом страха были не только общеплеменные или национальные божества, но и божества менее крупные, божества отдельных родов или семей. Правом провозглашать табу пользовались поэтому не только жрецы, короли, вожди, но и отдельные селения, даже отдельные лица в качестве хранителей своих домашних и земельных богов. Отсюда возникло право отдельных лиц провозглашать табу на свою землю, деревья, дома; отдельных селений — на свои поля во время жатвы. Эти два последних примера могут служить яркой иллюстрацией того, как даже на первых ступенях развития право собственности искало себе санкции в религиозных представлениях. Атрибут «священности» этого права ведёт своё начало ещё от периода табу. Дни и сезоны, посвящённые религиозным целям, обставлены были строжайшими табу. В обыкновенные дни табу требовалось только воздерживаться от обычных занятий и посещать богослужения, но во время чрезвычайных табу запрещалось даже разводить огонь, спускать лодки на воду, купаться, выходить из дому, производить какой бы то ни было шум. Запреты распространялись даже на животных: собаки не должны были лаять, петухи — кричать, свиньи — хрюкать. Чтобы помешать этому, гавайцы завязывали морды собак и свиней, а птиц сажали под тыкву или завязывали им глаза куском какой-нибудь ткани. На Гавайских островах за шум, произведённый в сезон табу, виновные подвергались смертной казни. Чрезвычайные табу устанавливались во время приготовления к войне, перед большими религиозными церемониями, во время болезни вождей и т. п. Табу продолжались иногда годы, иногда — несколько дней. Обычная их продолжительность составляла 40 дней, но бывали табу, продолжавшиеся по 30 лет, в течение которых запрещалось стричь волосы. На всё время табу целые округа или острова становились как бы под карантин: даже приближаться к табуированной местности было строжайше запрещено.

### Табу — нечистый
Термин табу у полинезийцев, как и у других народов, кроме значения «священный», имел и другое, противоположное — «проклятый», «нечистый». Генезис этого второго значения чрезвычайно сложен. Первая причина кроется в том, что, кроме божеств добрых, сообщавших атрибут «священности», существовали и божества злые, причинявшие болезнь и смерть. Эти божества сообщали предметам и лицам страшные свойства, которых необходимо было избегать. Поэтому умерший и всё, что имело отношение к нему, — дом, в котором он жил, лодка, на которой его перевозили, и т. д., — считалось отверженным, «нечистым», носящим в себе нечто опасное, губительное, и должно было быть неприкосновенно в силу своей губительности. Другим поводом к образованию этого значения служили строгие кары, следовавшие за нарушением табу первого рода. Предметы и лица, считавшиеся «священными» в силу своего отношения к божеству и потому навлекавшие страшные бедствия на нарушивших их «священность» хотя бы простым прикосновением к ним, должны были в конце концов вызывать страх и даже отвращение. Виды пищи, считавшиеся запретными, должны были выработать инстинктивное чувство брезгливости. На практике табу обоих родов сплошь и рядом ничем не различались. Так, лицо, очутившееся под табу второго рода, то есть как нечистое, не могло есть из собственных рук: его должны были кормить посторонние. Но в том же положении были и «священные» вожди, бывшие под вечным табу первого рода: им не только запрещалось есть из собственных рук (их кормили жёны), но они не могли принимать пищи в домах, а должны были есть на открытом воздухе. Множество табу второго рода касалось женщин: во время родов они считались «нечистыми». Совместная еда с мужчинами для них безусловно не допускалась. На Гавайских островах женщинам запрещалось употреблять в пищу мясо свиней, птиц, черепах, некоторые сорта рыбы, кокосовые орехи и почти всё, что приносилось в жертву (``ai-tabu`` — священная еда). Все эти роды пищи считались табу (нечистыми) для женщин. Женщина, приготовлявшая кокосовое масло, подвергалась табу на несколько дней и не могла прикасаться к пище. Вообще пища составляла предмет множества табу. Так, например, её запрещалось носить на спине, иначе она становилась табу (нечистой) для всех, кроме того, который носил её запретным способом. Больше всего табу второго рода вызывало всё, что имело хотя бы отдалённое отношение к смерти и умершим. Не только прикасавшиеся к покойнику, но даже бывшие на похоронах становились табу на продолжительное время. Человек, убивший врага на войне, на 10 дней лишался права общения с людьми и права прикасаться к огню. Два вида табу заслуживают особого внимания как относящиеся более к морали, чем к религии. Женщина до брака считалась «noa» (доступной) для всякого мужчины. После брака она становилась табу для всех, кроме своего мужа. Новорождённые пользовались табу королей: всё, к чему они прикасались, становилось их собственностью. Прикосновение к ребёнку и питьё воды из его рук считалось очистительным средством.

### Метки табу
Общественные табу устанавливались либо посредством провозглашения, либо знаками (столб с бамбуковыми листьями). Частные табу также устанавливались знаками (надрез на дереве означал табу собственности).

### Наказание
Соблюдение табу охранялось репрессивными мерами (смертная казнь, конфискации имущества, разграбление садов, штрафы в пользу лиц, установивших табу и т. д.) и страхом небесных кар (злой дух забирался в тело и поедал внутренности нарушителя табу). Бывали случаи, когда люди, имевшие несчастье нарушить табу, скоропостижно умирали от одного страха перед неминуемой небесной карой. Этот страх давал повод людям могущественным и власть имущим устанавливать с корыстной целью табу, разорительные для массы населения.

## Табу других народов
Табу встречается не только в Полинезии: характерные его черты найдены почти у всех народов на определённой ступени развития. Прежде всего его можно наблюдать у народов, родственных полинезийцам. В Микронезии употребляется даже сам термин «табу». На Маркизских островах среди множества других типичных табу встречается оригинальный запрет по отношению к воде: ни одна её капля не должна быть пролита в жилище. На острове Борнео, у даяков, эта система известна под названием Porikh. На индонезийском острове Тимор так называемое Pomali запрещало, между прочим, во многих случаях есть руками, иметь плотское общение с женой (после удачной охоты) и т. д. Некоторые наиболее странные черты полинезийского табу, как, например, запрет на прикосновение к пище, волосам и т. п., встречаются в самых отдалённых друг от друга местах, например в Индии и в Северной Америке (у одного из племён Frazer Lake). Случаи скоропостижной смерти от страха перед нарушением табу известны среди юкагиров на побережье Ледовитого океана. У многих первобытных племён обнаружены ещё более яркие примеры табу, чем в классическом регионе табу, Полинезии. Таковы, например, запрещения говорить с родными братьями и сёстрами, смотреть в лицо родственникам определённых категорий близости и т. п. — запрещения, имеющие тот же генезис, как и религиозные табу вообще, то есть тенденцию создавать «распространительные» ограничения вокруг основного запрета, имевшего своё основание (запрещение браков между родными братьями и сёстрами создало запреты разговоров между ними и т. д.). У более первобытных народов мы не встречаем только термина, близкого к табу, но зато находим другие термины, близкие нашим: «грех» и «закон», которые имеют такую же силу, как и табу.
На заселённом ещё в древности австронезийскими народами Мадагаскаре табу обозначают словом фаду и также накладывают на действия, занятия, людей, предметы и места. В языке мальгашей вместо слов «извините» или «пожалуйста» используется azafady, буквально означающее «возможно, это не будет табу для меня».

### Древний Рим
Весьма характерные черты табу имеются у народов классической древности. У римлян слово sacer означало и «священный», и «проклятый». Так называемые feriae были настоящими сезонами табу: всякая работа запрещалась, за исключением таких случаев, когда вол попадал в яму или необходимо было поддержать падающую крышу. Всякий, кто произносил некоторые слова (Salus, Semonia, Seia, Segetia, Tutilina и др.), попадал под табу (ferias observabat). Flamen dialis, высший жрец Юпитера, был ограждён целой сетью табу. Ему запрещалось ездить на лошади, даже прикасаться к ней, смотреть на войска, носить кольцо, которое когда-либо было сломано, иметь узлы на платье, произносить имена, касаться трупа, собаки, козла, бобов, сырого мяса, плюща, гулять по винограднику, стричь волосы не рукой свободного человека. Его ногти и волосы зарывались под плодовым деревом. Даже его жена находилась под многими табу.
Провинившегося изгоняли процедурой «остракизм».

### Древняя Греция
У греков ἅγιος означало то же, что sacer у римлян. В Гомеровский период цари, вожди, их имущество, оружие, колесницы, войско, часовые считались ιερός — священными. Во время войны рыба была табу: её запрещалось употреблять в пищу. Даже в мирное время её дозволялось есть только в крайних случаях. В позднейший период атрибут ἅγιος применялся к свиньям: на Крите эти животные считались священными, содержались при храмах, не приносились в жертву и не употреблялись в пищу. Другие считали их «нечистыми». Греки никак не могли решить вопроса, питают ли евреи отвращение к свиньям или считают их священными. У Гомера свинопасы считались священными. Это проливает свет на происхождение понятия о чистых и нечистых животных.

### Иудаизм
Соблюдение субботы было обставлено строжайшими запретами. Некоторые жертвоприношения были табу для всех, исключая священников. Первенцы плодов, животных и даже людей были табу (кодеш) и становились собственностью левитов (первенцы людей выкупались). Прикосновение к мёртвым, даже к посуде, бывшей в помещении умершего, требовало очищения. Женщины после родов и во время месячных считались нечистыми. Классификация животных как «чистых» и «нечистых» и строгая регламентация употребления тех или других животных в пищу — характернейшие черты табу. Табу у евреев является институт «назореев» (отделённых, посвящённых). Святость волос, как в Полинезии, здесь играла важнейшую роль. При разрешении от обета назорей остригал волосы у дверей храма, и священник давал ему в руки пищу (ср. запрет в Полинезии касаться пищи руками во время табу).
В Китае, Ассирии, Египте, древних американских государствах имелась такая же систему табу, как у римлян и у евреев. 

### Ислам
Поздние мусульманские богословы детально разработали концепцию харама. Они выделили два вида харама: харам зульми, совершение которого наносит вред посторонним людям, кроме совершающего (например, кража) и харам гайри-зульми, совершение которого приносит вред только совершающему (например, употребление недозволенных продуктов).
Согласно канонам ислама, совершивший харам зульми и поклявшийся впредь не совершать его будет прощён Аллахом лишь в том случае, если простит пострадавший. Если человек, совершивший харам гайри-зульми, покаялся в содеянном и зарёкся не повторять, то Аллах, возможно, простит его.

## Исследования табу
Джеймс Фрэзер первым свёл воедино все факты, относящиеся к табу, и ввёл этот термин в социологию. Однако, он не указал, чем собственно табу отличается от религиозных запретов вообще, и в чём заключается психический генезис этой системы. После Фрэзера много внимания табу уделил Джевонс (англ. F. Β. Jevons), но он, как и Фрэзер, придаёт этому институту слишком широкое значение, утверждая, что табу было творцом морали. Хотя табу на определённой ступени развития часто являлось синонимом долга, закона, права и т. д., но не оно создало право и мораль: оно было только формой, в которую эти последние облекались, объективной санкцией их, и, как всякая форма, всякая санкция, до известной степени содействовало укреплению и росту моральных и правовых инстинктов и представлений. Спенсер относит табу к обрядовым учреждениям и сводит его на степень простого церемониала; но это так же односторонне, как и предыдущие мнения. Профессор Той (англ. С. Η. Toy) думает, что «табу было формой, в которой часть нравственного закона нашла своё выражение». Во всяком случае, для прогресса табу имело обоюдоострое значение: в основе его лежал коренной порок (суеверное преклонение перед фетишем «слова»), обративший его в могучее орудие застоя и систематических злоупотреблений жрецов и светской власти.